# Saint-Pierre och Miquelons flagga
Saint-Pierre och Miquelons flagga används inofficiellt på den delvis självstyrande franska ögruppen Saint-Pierre och Miquelon. Flaggan består av ett segelfartyg samt tre fält närmast flaggstången. Skeppet ska föreställa La Grande Hermine som förde Jacques Cartier till Saint-Pierre och Miquelon 15 juni 1536. De vita och gröna korsen på röd bakgrund, ikurrinan, står för Baskien, det vitsvarta hermelinmönstrade fältet står för Bretagne och de två gula lejonen på röd bakgrund står för Normandie. En stor del av ögruppens befolkning härstammar från utvandrare från dessa tre områden.
Flaggan saknar juridisk status – i officiella sammanhang används den blårödvita trikoloren.